# Hollandia az 1952. évi nyári olimpiai játékokon
Hollandia a finnországi Helsinkiben megrendezett 1952. évi nyári olimpiai játékok egyik részt vevő nemzete volt. Az országot az olimpián 14 sportágban 104 sportoló képviselte, akik összesen 5 érmet szereztek.

## Érmesek
| Érem  | Versenyző | Sportág   | Versenyszám              |
| ----- | --- | --------- | ------------------------ |
| Ezüst | Puck Brouwer | Atlétika  | Női 200 m                |
| Ezüst | Lau Mulder Harry Derckx Han Drijver Jules Ancion Dick Loggere Eddy Tiel Wim van Heel Dick Esser Roepie Kruize André Boerstra Leo Wery | Gyeplabda | Férfi                    |
| Ezüst | Hannie Termeulen | Úszás     | Női 100 m gyors          |
| Ezüst | Geertje Wielema | Úszás     | Női 100 m hát            |
| Ezüst | Marie-Louise Linssen-Vaessen Koosje van Voorn Hannie Termeulen Irma Heijting-Schuhmacher                                              | Úszás     | Női 4 × 100 m gyorsváltó |

## Atlétika
Férfi
| Versenyző           | Versenyszám | Előfutam      | Előfutam      | Előfutam      | Negyeddöntő | Negyeddöntő | Negyeddöntő | Elődöntő | Elődöntő | Elődöntő | Döntő     | Döntő    |
| Versenyző           | Versenyszám | Idő           | Hely.         | Össz.         | Idő         | Hely.       | Össz.       | Idő      | Hely.    | Össz.    | Idő       | Helyezés |
| ------------------- | ----------- | ------------- | ------------- | ------------- | ----------- | ----------- | ----------- | -------- | -------- | -------- | --------- | -------- |
| Theo Saat           | 100 m       | 11,02         | 2.            | 15.           | 10,93       | 2.          | 9.          | 11,12    | 6.       | 11.      | kiesett   | kiesett  |
| Theo Saat           | 200 m       | 22,17         | 1.            | 21.           | 21,87       | 3.          | 10.*        | kiesett  | kiesett  | kiesett  | kiesett   | kiesett  |
| Hans Harting        | 1500 m      | nem ért célba | nem ért célba | nem ért célba |             |             |             | kiesett  | kiesett  | kiesett  | kiesett   | kiesett  |
| Willem Slijkhuis    | 1500 m      | nem ért célba | nem ért célba | nem ért célba |             |             |             | kiesett  | kiesett  | kiesett  | kiesett   | kiesett  |
| Janus van der Zande | Maraton     |               |               |               |             |             |             |          |          |          | 2:33:50,0 | 15.      |

| Versenyző   | Versenyszám | Selejtező | Selejtező | Döntő                 | Döntő                 |
| Versenyző   | Versenyszám | Eredmény  | Helyezés  | Eredmény              | Helyezés              |
| ----------- | ----------- | --------- | --------- | --------------------- | --------------------- |
| Henk Visser | Távolugrás  | 721 cm    | 7.        | érvényes ugrás nélkül | érvényes ugrás nélkül |

Női
| Versenyző                                             | Versenyszám     | Előfutam | Előfutam | Előfutam | Negyeddöntő | Negyeddöntő | Negyeddöntő | Elődöntő         | Elődöntő         | Elődöntő         | Döntő         | Döntő         |
| Versenyző                                             | Versenyszám     | Idő      | Hely.    | Össz.    | Idő         | Hely.       | Össz.       | Idő              | Hely.            | Össz.            | Idő           | Helyezés      |
| ----------------------------------------------------- | --------------- | -------- | -------- | -------- | ----------- | ----------- | ----------- | ---------------- | ---------------- | ---------------- | ------------- | ------------- |
| Puck Brouwer                                          | 100 m           | 12,26    | 1.       | 7.*      | 12,33       | 3.          | 14.         | 12,32            | 4.               | 9.               | kiesett       | kiesett       |
| Puck Brouwer                                          | 200 m           | 24,81    | 1.       | 6.       |             |             |             | 24,41            | 2.               | 3.               | 24,25         |               |
| Fanny Blankers-Koen                                   | 100 m           | 12,18    | 1.       | 3.**     | 12,22       | 2.          | 4.*         | nem állt rajthoz | nem állt rajthoz | nem állt rajthoz | kiesett       | kiesett       |
| Fanny Blankers-Koen                                   | 80 m gát        | 11,34    | 1.       | 3.       |             |             |             | 11,42            | 2.               | 5.               | nem ért célba | nem ért célba |
| Neeltje Büch                                          | 100 m           | 12,95    | 3.       | 40.*     | kiesett     | kiesett     | kiesett     | kiesett          | kiesett          | kiesett          | kiesett       | kiesett       |
| Grietje de Jongh                                      | 200 m           | 25,48    | 5.       | 15.      |             |             |             | kiesett          | kiesett          | kiesett          | kiesett       | kiesett       |
| Wilhelmina Lust                                       | 80 m gát        | 11,69    | 3.       | 11.      |             |             |             | kiesett          | kiesett          | kiesett          | kiesett       | kiesett       |
| Grietje de Jongh Puck Brouwer Neeltje Büch Willy Lust | 4 × 100 m váltó | 47,32    | 2.       | 6.       |             |             |             |                  |                  |                  | 47,16         | 6.            |

| Versenyző  | Versenyszám | Selejtező | Selejtező | Döntő    | Döntő    |
| Versenyző  | Versenyszám | Eredmény  | Helyezés  | Eredmény | Helyezés |
| ---------- | ----------- | --------- | --------- | -------- | -------- |
| Willy Lust | Távolugrás  | 563 cm    | 6.        | 581 cm   | 5.       |

* - egy másik versenyzővel azonos időt ért el

** - két másik versenyzővel azonos időt ért el

## Evezés
| Versenyző                                                           | Versenyszám              | Előfutam | Előfutam | Vigaszág | Vigaszág | Elődöntő | Elődöntő | Vigaszág | Vigaszág | Döntő   | Döntő   |
| Versenyző                                                           | Versenyszám              | Idő      | Hely.    | Idő      | Hely.    | Típus    | Idő      | Hely.    | Típus    | Idő     | Hely.   |
| ------------------------------------------------------------------- | ------------------------ | -------- | -------- | -------- | -------- | -------- | -------- | -------- | -------- | ------- | ------- |
| Rob van Mesdag                                                      | Egypárevezős             | 8:02,0   | 4.       | 7:35,6   | 1.       |          |          | 7:57,2   | 3.       | kiesett | kiesett |
| Ben Binnendijk Carl Kuntze                                          | Kormányos nélküli kettes | 8:00,4   | 1.       |          |          | 7:53,2   | 2.       | 7:44,7   | 3.       | kiesett | kiesett |
| Frits de Voogt Ruud Sesink Clee Jan op den Velde Kees van Vugt      | Kormányos nélküli négyes | 6:56,9   | 4.       | 6:50,3   | 2.       | kiesett  | kiesett  | kiesett  | kiesett  | kiesett | kiesett |
| Ton Fontani Han Heijenbrock Jan Willem Pennink Jaap Beije Hans Caro | Kormányos négyes         | 7:24,9   | 3.       | 7:04,2   | 2.       | kiesett  | kiesett  | kiesett  | kiesett  | kiesett | kiesett |

## Gyeplabda
- Lau Mulder
- Harry Derckx
- Han Drijver
- Jules Ancion
- Dick Loggere
- Eddy Tiel
- Wim van Heel
- Dick Esser
- Roepie Kruize
- André Boerstra
- Leo Wery

Negyeddöntő
| 1952. július 18. 18:00 | Hollandia (NED) | 1 – 0 | Németország |  |
| 1952. július 18. 18:00 | (0 – 0)         |       |             |  |

Elődöntő
| 1952. július 20. 19:30 | Hollandia (NED) | 1 – 0 | Pakisztán |  |
| 1952. július 20. 19:30 | (1 – 0)         |       |           |  |

Döntő
| 1952. július 24. 17:00 | India (IND) | 6 – 1 | Hollandia |  |
| 1952. július 24. 17:00 | (4 – 0)     |       |           |  |

| Csapat    | Helyezés |
| --------- | -------- |
| Hollandia |          |

## Kajak-kenu
Férfi
| Versenyző              | Versenyszám           | Előfutam | Előfutam | Előfutam | Döntő   | Döntő    |
| Versenyző              | Versenyszám           | Idő      | Hely.    | Össz.    | Idő     | Helyezés |
| ---------------------- | --------------------- | -------- | -------- | -------- | ------- | -------- |
| Wim van der Kroft      | Kajak egyes 1000 m    | 4:20,3   | 1.       | 4.       | 4:20,8  | 4.       |
| Jochem Bobeldijk       | Kajak egyes 10 000 m  |          |          |          | 49:36,2 | 8.       |
| Cees Koch Jan Klingers | Kajak kettes 1000 m   | 3:54,3   | 1.       | 5.       | 3:55,8  | 8.       |
| Cees Koch Jan Klingers | Kajak kettes 10 000 m |          |          |          | 46:09,6 | 9.       |

Női
| Versenyző                   | Versenyszám       | Előfutam | Előfutam | Előfutam | Döntő  | Döntő    |
| Versenyző                   | Versenyszám       | Idő      | Hely.    | Össz.    | Idő    | Helyezés |
| --------------------------- | ----------------- | -------- | -------- | -------- | ------ | -------- |
| Alida van der Anker-Doedens | Kajak egyes 500 m | 2:24,4   | 1.       | 6.       | 2:22,3 | 4.       |

## Kerékpározás

### Országúti kerékpározás
| Versenyző                                                | Versenyszám | Eredmény              | Helyezés      |
| -------------------------------------------------------- | ----------- | --------------------- | ------------- |
| Jules Maenen                                             | Egyéni      | nem ért célba         | nem ért célba |
| Jan Plantaz                                              | Egyéni      | 5:16:19,1 (+10:15,7)  | 22.           |
| Arend van 't Hof                                         | Egyéni      | 5:11:19,0 (+5:15,6)   | 10.           |
| Adrie Voorting                                           | Egyéni      | 5:24:44,6 (+18:41,2)  | 49.           |
| Arend van 't Hof Jan Plantaz Adrie Voorting Jules Maenen | Csapat      | 15:52:22,7 (+31:36,1) | 8.            |

### Pálya-kerékpározás
| Versenyző         | Versenyszám   | 1. forduló                                                        | 1. forduló | Vigaszág               | Vigaszág | Negyeddöntő                                             | Negyeddöntő | Vigaszág                                                               | Vigaszág | Elődöntő               | Elődöntő | Vigaszág               | Vigaszág | Döntő                  | Döntő   |
| Versenyző         | Versenyszám   | Ellenfelek Győztes idő                                            | Hely.      | Ellenfelek Győztes idő | Hely.    | Ellenfelek Győztes idő                                  | Hely.       | Ellenfelek Győztes idő                                                 | Hely.    | Ellenfelek Győztes idő | Hely.    | Ellenfelek Győztes idő | Hely.    | Ellenfelek Győztes idő | Hely.   |
| ----------------- | ------------- | ----------------------------------------------------------------- | ---------- | ---------------------- | -------- | ------------------------------------------------------- | ----------- | ---------------------------------------------------------------------- | -------- | ---------------------- | -------- | ---------------------- | -------- | ---------------------- | ------- |
| Jan Hijzelendoorn | Egyéni sprint | Ray Robinson (RSA) · Steve Hromjak (USA) · Luis Toro (VEN) · 12,1 | 1.         |                        |          | Werner Potzernheim (GER) · Antonio Giménez (ARG) · 11,6 | 3.          | Ray Robinson (RSA) · John Millman (CAN) · Ove Krogh Rants (DEN) · 11,8 | 3.       | kiesett                | kiesett  | kiesett                | kiesett  | kiesett                | kiesett |

| Versenyző         | Versenyszám     | Eredmény | Helyezés |
| ----------------- | --------------- | -------- | -------- |
| Jan Hijzelendoorn | 1000 m időfutam | 1:14,5   | 8.       |

| Versenyző                                             | Versenyszám          | Selejtező | Selejtező | Negyeddöntő                                                                                | Negyeddöntő | Elődöntő     | Elődöntő  | Döntő        | Döntő     | Helyezés |
| Versenyző                                             | Versenyszám          | Idő       | Hely.     | Ellenfél Idő                                                                               | Saját idő   | Ellenfél Idő | Saját idő | Ellenfél Idő | Saját idő | Helyezés |
| ----------------------------------------------------- | -------------------- | --------- | --------- | ------------------------------------------------------------------------------------------ | ----------- | ------------ | --------- | ------------ | --------- | -------- |
| Jan Plantaz Adrie Voorting Daan de Groot Jules Maenen | Csapat üldözőverseny | 4:54,5    | 7.        | Nagy-Britannia (GBR) · Ron Stretton · Alan Newton · George Newberry · Don Burgess · 4:52,2 | 4:57,8      | kiesett      | kiesett   | kiesett      | kiesett   | 5.       |

## Labdarúgás
- Bram Wiertz
- Sjaak Alberts
- Jo Mommers
- Joop Odenthal
- Jan van Roessel
- Loek Biesbrouck
- Rinus Bennaars
- Rinus Terlouw
- Mick Clavan
- Piet Kraak
- Piet van der Kuil

Selejtező
| 1952. július 16. |

| Hollandia (NED) | 1–5               | Brazília                                                        |
| --------------- | ----------------- | --------------------------------------------------------------- |
| van Roessel 15' | (1–3) Jegyzőkönyv | Humberto Tozzi 25' Larry 33' (11-esből) 36' Jansen 81' Vava 86' |

| Kupittaa stadion, Turku Nézőszám: 16 000 Játékvezető: Giorgio Bernardi (olasz) |

| Csapat    | Helyezés |
| --------- | -------- |
| Hollandia | 17.      |

## Lovaglás
Lovastusa
| Versenyző                                   | Ló                         | Versenyszám | Díjlovaglás | Díjlovaglás | Tereplovaglás | Tereplovaglás | Tereplovaglás | Díjugratás | Díjugratás | Végeredmény | Végeredmény |
| Versenyző                                   | Ló                         | Versenyszám | Bünt.       | Hely.       | Bünt.         | Hely.         | Össz.         | Bünt.      | Hely.      | Bünt.       | Helyezés    |
| ------------------------------------------- | -------------------------- | ----------- | ----------- | ----------- | ------------- | ------------- | ------------- | ---------- | ---------- | ----------- | ----------- |
| Wiel Hendrickx                              | Patrick                    | Egyéni      | -153,33     | 37.         | kizárták      | kizárták      | kizárták      | kiesett    | kiesett    | kiesett     | kiesett     |
| Ernest van Loon                             | Ampère                     | Egyéni      | -128,80     | 21.         | kizárták      | kizárták      | kizárták      | kiesett    | kiesett    | kiesett     | kiesett     |
| Max van Loon                                | Nerantsoula                | Egyéni      | -127,33     | 20.         | kizárták      | kizárták      | kizárták      | kiesett    | kiesett    | kiesett     | kiesett     |
| Ernest van Loon Max van Loon Wiel Hendrickx | Ampère Nerantsoula Patrick | Csapat      | -409,46     | 9.*         | nem ért célba | nem ért célba | nem ért célba | kiesett    | kiesett    | kiesett     | kiesett     |

* - egy másik csapattal azonos eredményt ért el

## Műugrás
Női
| Versenyző            | Versenyszám    | Selejtező | Selejtező | Döntő   | Döntő    |
| Versenyző            | Versenyszám    | Pont      | Helyezés  | Pont    | Helyezés |
| -------------------- | -------------- | --------- | --------- | ------- | -------- |
| Lenie Lanting-Keller | Egyéni műugrás | 47,33     | 14.       | kiesett | kiesett  |
| Els van den Horn     | Egyéni műugrás | 49,44     | 12.       | kiesett | kiesett  |

## Ökölvívás
| Versenyző         | Versenyszám  | Selejtező                    | Nyolcaddöntő                 | Negyeddöntő                   | Elődöntő          | Döntő             | Helyezés |
| Versenyző         | Versenyszám  | Ellenfél Eredmény            | Ellenfél Eredmény            | Ellenfél Eredmény             | Ellenfél Eredmény | Ellenfél Eredmény | Helyezés |
| ----------------- | ------------ | ---------------------------- | ---------------------------- | ----------------------------- | ----------------- | ----------------- | -------- |
| Hein van der Zee  | Légsúly      | Anatoly Bulakov (URS) · 0-3  | kiesett                      | kiesett                       | kiesett           | kiesett           | 16.      |
| Piet van Klaveren | Kisváltósúly | Roy Keenan (CAN) · 2-1       | Terence Milligan (IRL) · 0-3 | kiesett                       | kiesett           | kiesett           | 9.       |
| Moos Linneman     | Váltósúly    | Peter Müller (SUI) · feladta | George Issabeg (IRI) · 2-1   | Günther Heidemann (GER) · 0-3 | kiesett           | kiesett           | 5.       |
| Leen Jansen       | Középsúly    |                              | Robert Malouf (CAN) · TKO    | Floyd Patterson (USA) · KO    | kiesett           | kiesett           | 5.       |
| Toon Pastor       | Félnehézsúly | Fazekas István (HUN) · 3-0   | Karl Kistner (GER) · 1-2     | kiesett                       | kiesett           | kiesett           | 9.       |

## Súlyemelés
| Versenyző    | Versenyszám | Nyomás   | Nyomás   | Szakítás         | Szakítás         | Lökés    | Lökés    | Összesen | Helyezés |
| Versenyző    | Versenyszám | Eredmény | Helyezés | Eredmény         | Helyezés         | Eredmény | Helyezés | Összesen | Helyezés |
| ------------ | ----------- | -------- | -------- | ---------------- | ---------------- | -------- | -------- | -------- | -------- |
| Jan Smeekens | 75 kg       | 95,0     | 18.*     | 115,0            | 3.               | 135,0    | 13.*     | 345,0    | 12.      |
| Bram Charité | +90 kg      | 115,0    | 10.*     | nem állt rajthoz | nem állt rajthoz | kiesett  | kiesett  | kiesett  | kiesett  |

* - egy másik versenyzővel azonos eredményt ért el

## Torna
Női
| Versenyző | Versenyszám      | Eredmény | Helyezés |
| --- | ---------------- | -------- | -------- |
| Jo Cox-Ladru | Talaj            | 16,33    | 119.*    |
| Jo Cox-Ladru | Ugrás            | 16,83    | 106.     |
| Jo Cox-Ladru | Felemás korlát   | 15,93    | 107.*    |
| Jo Cox-Ladru | Gerenda          | 16,26    | 103.*    |
| Jo Cox-Ladru | Egyéni összetett | 65,35    | 106.     |
| Lenie Gerrietsen | Talaj            | 16,89    | 97.*     |
| Lenie Gerrietsen | Ugrás            | 17,99    | 53.      |
| Lenie Gerrietsen | Felemás korlát   | 17,06    | 70.***   |
| Lenie Gerrietsen | Gerenda          | 17,53    | 45.      |
| Lenie Gerrietsen | Egyéni összetett | 69,47    | 62.      |
| Huiberdina Krul-van der Nolk van Gogh | Talaj            | 16,53    | 113.*    |
| Huiberdina Krul-van der Nolk van Gogh | Ugrás            | 18,23    | 31.*     |
| Huiberdina Krul-van der Nolk van Gogh | Felemás korlát   | 16,83    | 82.      |
| Huiberdina Krul-van der Nolk van Gogh | Gerenda          | 16,83    | 88.*     |
| Huiberdina Krul-van der Nolk van Gogh | Egyéni összetett | 68,42    | 72.      |
| Annie Ros | Talaj            | 16,39    | 118.     |
| Annie Ros | Ugrás            | 16,93    | 103.     |
| Annie Ros | Felemás korlát   | 16,30    | 98.      |
| Annie Ros | Gerenda          | 17,29    | 60.*     |
| Annie Ros | Egyéni összetett | 66,91    | 92.*     |
| Toetie Selbach | Talaj            | 16,42    | 117.     |
| Toetie Selbach | Ugrás            | 15,26    | 126.     |
| Toetie Selbach | Felemás korlát   | 16,46    | 93.      |
| Toetie Selbach | Gerenda          | 14,92    | 123.     |
| Toetie Selbach | Egyéni összetett | 63,06    | 121.     |
| Tootje Selbach | Talaj            | 15,89    | 125.**   |
| Tootje Selbach | Ugrás            | 17,36    | 86.****  |
| Tootje Selbach | Felemás korlát   | 16,13    | 101.*    |
| Tootje Selbach | Gerenda          | 17,30    | 56.***   |
| Tootje Selbach | Egyéni összetett | 66,68    | 94.      |
| Nanny Simon | Talaj            | 15,73    | 128.*    |
| Nanny Simon | Ugrás            | 13,59    | 128.     |
| Nanny Simon | Felemás korlát   | 14,83    | 122.     |
| Nanny Simon | Gerenda          | 16,90    | 82.*     |
| Nanny Simon | Egyéni összetett | 61,05    | 128.     |
| Cootje van Kampen-Tonneman | Talaj            | 16,43    | 116.     |
| Cootje van Kampen-Tonneman | Ugrás            | 17,50    | 78.      |
| Cootje van Kampen-Tonneman | Felemás korlát   | 16,00    | 104.*    |
| Cootje van Kampen-Tonneman | Gerenda          | 16,26    | 103.*    |
| Cootje van Kampen-Tonneman | Egyéni összetett | 66,19    | 100.     |
| Lenie Gerrietsen Huiberdina Krul-van der Nolk van Gogh Annie Ros Tootje Selbach Cootje van Kampen-Tonneman Jo Cox-Ladru Toetie Selbach Nanny Simon | Kéziszer csapat  | 70,00    | 6.*      |
| Lenie Gerrietsen Huiberdina Krul-van der Nolk van Gogh Annie Ros Tootje Selbach Cootje van Kampen-Tonneman Jo Cox-Ladru Toetie Selbach Nanny Simon | Csapat összetett | 473,02   | 14.      |

* - egy másik versenyzővel/csapattal azonos eredményt ért el

** - két másik versenyzővel azonos eredményt ért el

*** - három másik versenyzővel azonos eredményt ért el

**** - négy másik versenyzővel azonos eredményt ért el

## Úszás
Férfi
| Versenyző          | Versenyszám | Előfutam | Előfutam | Előfutam | Elődöntő | Elődöntő | Elődöntő | Döntő   | Döntő    |
| Versenyző          | Versenyszám | Idő      | Hely.    | Össz.    | Idő      | Hely.    | Össz.    | Idő     | Helyezés |
| ------------------ | ----------- | -------- | -------- | -------- | -------- | -------- | -------- | ------- | -------- |
| Daan Buijze        | 200 m mell  | 2:41,9   | 2.       | 13.      | 2:42,6   | 6.       | 13.      | kiesett | kiesett  |
| Joris Tjebbes      | 100 m gyors | 59,1     | 2.       | 15.*     | 59,8     | 5.       | 18.*     | kiesett | kiesett  |
| Joris Tjebbes      | 400 m gyors | 4:54,4   | 3.       | 22.      | 5:01,9   | 8.       | 21.      | kiesett | kiesett  |
| Jitse van der Veen | 100 m hát   | 1:09,1   | 4.       | 10.*     | 1:10,5   | 8.       | 15.*     | kiesett | kiesett  |

Női
| Versenyző                                                                                | Versenyszám     | Előfutam | Előfutam | Előfutam | Elődöntő | Elődöntő | Elődöntő | Döntő    | Döntő    |
| Versenyző                                                                                | Versenyszám     | Idő      | Hely.    | Össz.    | Idő      | Hely.    | Össz.    | Idő      | Helyezés |
| ---------------------------------------------------------------------------------------- | --------------- | -------- | -------- | -------- | -------- | -------- | -------- | -------- | -------- |
| Lies Bonnier                                                                             | 200 m mell      | 3:00,6   | 1.       | 7.       | 3:00,3   | 5.       | 9.       | kiesett  | kiesett  |
| Rika Bruins                                                                              | 200 m mell      | 3:04,7   | 3.       | 15.*     | 3:02,4   | 6.       | 10.      | kiesett  | kiesett  |
| Joke de Korte                                                                            | 100 m hát       | 1:15,8   | 2.       | 3.       |          |          |          | 1:15,8   | 4.       |
| Nel Garritsen                                                                            | 200 m mell      | 2:59,4   | 2.       | 6.       | 2:59,5   | 3.       | 6.*      | 3:02,1   | 8.       |
| Irma Heijting-Schuhmacher                                                                | 100 m gyors     | 1:06,7   | 1.       | 3.       | 1:06,7   | 2.       | 2.       | 1:07,3   | 6.       |
| Irma Heijting-Schuhmacher                                                                | 400 m gyors     | 5:45,2   | 6.       | 26.      | kiesett  | kiesett  | kiesett  | kiesett  | kiesett  |
| Hannie Termeulen                                                                         | 100 m gyors     | 1:07,3   | 1.       | 5.       | 1:07,1   | 3.       | 3.       | 1:07,0   |          |
| Hannie Termeulen                                                                         | 400 m gyors     | 5:45,5   | 5.       | 27.      | kiesett  | kiesett  | kiesett  | kiesett  | kiesett  |
| Ria van der Horst                                                                        | 100 m hát       | 1:17,0   | 1.       | 5.       |          |          |          | kizárták | kizárták |
| Koosje van Voorn                                                                         | 100 m gyors     | 1:07,4   | 2.       | 6.*      | 1:08,1   | 5.       | 11.      | kiesett  | kiesett  |
| Geertje Wielema                                                                          | 400 m gyors     | 6:02,6   | 6.       | 34.      | kiesett  | kiesett  | kiesett  | kiesett  | kiesett  |
| Geertje Wielema                                                                          | 100 m hát       | 1:13,8   | 1.       | 1.       |          |          |          | 1:14,5   |          |
| Marie-Louise Linssen-Vaessen Koosje van Voorn Hannie Termeulen Irma Heijting-Schuhmacher | 4 × 100 m gyors | 4:30,6   | 2.       | 2.       |          |          |          | 4:29,0   |          |

* - egy másik versenyzővel azonos időt ért el

## Vitorlázás
| Versenyző                                                   | Versenyszám | Futam | Futam | Futam | Futam | Futam | Futam | Futam | Pontszám | Helyezés |
| Versenyző                                                   | Versenyszám | 1     | 2     | 3     | 4     | 5     | 6     | 7     | Pontszám | Helyezés |
| ----------------------------------------------------------- | ----------- | ----- | ----- | ----- | ----- | ----- | ----- | ----- | -------- | -------- |
| Koos de Jong                                                | Finn dingi  | 946   | 1247  | 849   | 507   | 849   | 548   | 594   | 5033     | 4.       |
| Bob Maas Eddy Stutterheim                                   | Csillaghajó | 469   | 946   | 469   | 382   | 520   | 724   | 382   | 3510     | 8.       |
| Biem Dudok van Heel Michiel Dudok van Heel Wim van Duyl     | Sárkányhajó | 1331  | 377   | DNF   | 486   | 486   | 632   | 729   | 4041     | 6.       |
| Flip Keegstra Piet Jan van der Giessen Wim de Vries Lentsch | 5,5 méter   | 159   | 402   | 264   | 226   | 159   | 305   | 226   | 1582     | 13.      |

DNF - nem ért célba

## Vízilabda
- Max van Gelder
- Gerrit Bijlsma
- Nijs Korevaar
- Cor Braasem
- Frits Smol
- Ruud van Feggelen
- Joop Cabout

### Eredmények
1. forduló
| 1952. július 25. | Hollandia (NED) | 3 – 2 | Szovjetunió |  |
| 1952. július 25. | (1 – 1)         |       |             |  |
| 1952. július 25. |                 |       |             |  |

C csoport
| Csapat      | JM | GY | D | V | LG | KG | GK  | PT |
| ----------- | -- | -- | - | - | -- | -- | --- | -- |
| Jugoszlávia | 3  | 3  | 0 | 0 | 20 | 3  | +17 | 6  |
| Hollandia   | 3  | 2  | 0 | 1 | 17 | 6  | +11 | 4  |
| Svédország  | 3  | 1  | 0 | 2 | 9  | 18 | -9  | 2  |
| Argentína   | 3  | 0  | 0 | 3 | 6  | 25 | -19 | 0  |

| 1952. július 26. | Hollandia (NED) | 9 – 3 | Argentína |  |
| 1952. július 26. | (6 – 1)         |       |           |  |
| 1952. július 26. |                 |       |           |  |

| 1952. július 27. | Hollandia (NED) | 7 – 1 | Svédország |  |
| 1952. július 27. | (3 – 0)         |       |            |  |
| 1952. július 27. |                 |       |            |  |

| 1952. július 28. | Hollandia (NED) | 3 – 2 | Jugoszlávia |  |
| 1952. július 28. | (1 – 0)         |       |             |  |
| 1952. július 28. |                 |       |             |  |

Újrarátszás
| 1952. augusztus 1. | Jugoszlávia (YUG) | 2 – 1 | Hollandia |  |
| 1952. augusztus 1. | (2 – 0)           |       |           |  |
| 1952. augusztus 1. |                   |       |           |  |

Középdöntő
F csoport
| Csapat       | JM | GY | D | V | LG | KG | GK | PT |
| ------------ | -- | -- | - | - | -- | -- | -- | -- |
| Magyarország | 3  | 1  | 2 | 0 | 11 | 9  | +2 | 4  |
| Jugoszlávia  | 3  | 1  | 2 | 1 | 8  | 6  | +2 | 4  |
| Hollandia    | 3  | 1  | 1 | 1 | 8  | 9  | -1 | 3  |
| Szovjetunió  | 3  | 0  | 1 | 2 | 8  | 11 | -3 | 1  |

| 1952. július 30. | Magyarország (HUN) | 4 – 4 | Hollandia |  |
| 1952. július 30. | (3 – 1)            |       |           |  |
| 1952. július 30. |                    |       |           |  |

| 1952. július 31. | Hollandia (NED) | 4 – 2 | Szovjetunió |  |
| 1952. július 31. | (2 – 0)         |       |             |  |
| 1952. július 31. |                 |       |             |  |

Az 5–8. helyért
| Csapat        | JM | GY | D | V | LG | KG | GK  | PT |
| ------------- | -- | -- | - | - | -- | -- | --- | -- |
| Hollandia     | 3  | 3  | 0 | 0 | 16 | 6  | +10 | 6  |
| Belgium       | 3  | 1  | 1 | 1 | 11 | 12 | -1  | 3  |
| Szovjetunió   | 3  | 1  | 1 | 1 | 9  | 10 | -1  | 3  |
| Spanyolország | 3  | 0  | 0 | 3 | 8  | 16 | -8  | 0  |

| 1952. augusztus 1. | Hollandia (NED) | 5 – 3 | Belgium |  |
| 1952. augusztus 1. | (2 – 2)         |       |         |  |
| 1952. augusztus 1. |                 |       |         |  |

| 1952. augusztus 2. | Hollandia (NED) | 7 – 1 | Spanyolország |  |
| 1952. augusztus 2. | (4 – 0)         |       |               |  |
| 1952. augusztus 2. |                 |       |               |  |

| Csapat    | Helyezés |
| --------- | -------- |
| Hollandia | 5.       |